# Hábito alimentar
Hábito alimentar ou Cultura Alimentar é caracterizado como a forma com que as pessoas ou  um grupo de pessoas usam um determinado alimento. O uso inclui as etapas de seleção, produção e as formas de preparo e de consumo do alimento. 
Os hábitos alimentares são definidos de acordo com a cultura e costumes de cada povo, das religiões adotadas ou não por cada indivíduo, da influência dos familiares e grupo de convívio de uma pessoa, de ideologias pessoais, do acesso à educação e informação sobre alimentação e nutrição, da renda, preços e acesso a determinados alimentos e da região onde cada indivíduo reside ou trabalha. 

## Hábito alimentar da população brasileira
O hábito alimentar dos brasileiros é muito variado, sendo suas principais refeições compostas por uma diversidade de alimentos tais como: arroz, feijão, macarrão, verduras, legumes, frutas, mandioca e outros tubérculos, pães, carnes, leite, queijos, ovos, café, chás e sucos. Esta variedade da culinária brasileira foi formada a partir da mistura da cultura indígena com culturas de outros povos colonizadores. Tal miscigenação pode ser observada no prato da população, o qual pode ser constituído por alimentos da culinária japonesa, italiana e indígena em apenas uma refeição. 
As regiões brasileiras podem se caracterizar por alguns alimentos e pratos típicos:
- No Norte, os peixes de rios e a mandioca servem como base para as preparações do tacacá, maniçoba e açaí com tapioca. [4][5]
- No Nordeste a farinha de mandioca, o feijão, a carne de sol, a rapadura, o milho e os peixes do mar são utilizados para o preparo dos pratos como o angu, o caruru, o cuscuz e o acarajé. [4][5]
- O Centro-Oeste é uma região banhada por bacias hidrográficas o que torna grande o consumo de peixes e outras pescas. Alguns pratos típicos são: peixe na telha, carne com banana, feijão tropeiro, carne seca, toucinho e banha de porco. [4][5]
- Já no Sul e Sudeste, pode-se encontrar uma grande variedade de preparações compostas por feijão, carnes em geral, milho, leite, peixes, etc. Podemos citar alguns pratos típicos como: a moqueca na panela de barro (Espírito Santo), o queijo minas e o tutu de feijão (Minas Gerais) e o chucrute e churrasco gaúcho (Rio Grande do Sul). [4][5]